# پاملا جین سولز
پ. ج. سولز (انگلیسی: P. J. Soles؛ زادهٔ ۱۷ ژوئیهٔ ۱۹۵۰) یا پاملا جین سولز هنرپیشه اهل ایالات متحده آمریکا است. وی از سال ۱۹۷۳ میلادی تاکنون مشغول فعالیت بوده‌است.

## گزیدهٔ آثار

### سینما
- پسری در حباب پلاستیکی (۱۹۷۶)
- کری (۱۹۷۶)
- هالووین (۱۹۷۸)
- جدا شدن (۱۹۷۹)
- سرباز بنجامین (۱۹۸۰)
- راه‌راه (۱۹۸۱)
- رویاهای شیرین (۱۹۸۵)
- لرزش، تق تق و راک! (۱۹۹۴)
- مطرودین شیطان (۲۰۰۵)

### تلویزیون
- گرگ آسمان (۱۹۸۴)